# فرودگاه والهافن
فرودگاه والهافن (به انگلیسی: Waalhaven) (به زبان بومی: Vliegveld Waalhaven) یک فرودگاه قدیمی و تعطیل است. این فرودگاه در شهر روتردام کشور هلند قرار دارد.